# カール2世 (ブラウンシュヴァイク公)
カール2世フリードリヒ（独:Karl II. Friedrich, Herzog von Braunschweig、1804年10月30日 - 1873年8月18日）は、ドイツのブラウンシュヴァイク公（在位：1815年 - 1830年）。ブラウンシュヴァイク公フリードリヒ・ヴィルヘルムとその妻マリー・フォン・バーデンの長男。ヴィルヘルムの兄。

## 生涯
1815年に父がナポレオン軍との戦いで戦死するに伴って公位を継いだが、未成年のため叔母の夫であるイギリス＝ハノーファー王国の摂政宮ジョージ（ジョージ4世）の後見下におかれた。カール2世の18歳の誕生日が近付くと、彼の成人となる年齢を巡って揉め事が起きた。カール2世は18歳になると同時に成人して親政を始めると主張したが、ジョージ4世は21歳になれば成人と認める気でいた。両者は妥協し、カール2世が19歳の誕生日を迎える1823年10月30日が成人日とされた。
1827年、カール2世は自分の未成年期に定められたブラウンシュヴァイクの法令の一部を無効とすると宣言し、この宣言はハノーファー王国との政治摩擦を生みだした。最終的にはドイツ連邦が両国の調停に乗り出し、カール2世は連邦の決定を受け入れて自分の出した宣言を撤廃した。
カール2世の政府は公国の人々から堕落し、道を誤っていると思われていた。1830年にフランスで7月革命が起きた時、カール2世はちょうどパリに居合わせた。彼はすぐにブラウンシュヴァイクに戻り、国内のいかなる革命的行動に対しても武力鎮圧を行うと布告を出した。しかし9月6日、カール2世は劇場から宮殿に戻る道すがら、民衆から投石を受けた。翌日には、大挙して押し寄せた群衆が宮殿になだれ込もうとし、カール2世は避難を余儀なくされた。宮殿は放火され、全焼した。
9月10日にカール2世の弟ヴィルヘルムがプロイセンからブラウンシュヴァイクに戻ると、民衆はこれを歓迎した。ヴィルヘルムは兄の摂政となるつもりでいたが、結局は兄に代わって公国の君主になることを選んだ。カール2世は弟から君主の座を取り戻そうと何度か試みたが、いずれも失敗に終わった。ヨーロッパ中の君主の誰もカール2世を支援しようとしなかった。
カール2世は廃位後の生涯の大半をドイツ国外、主にパリとロンドンで過ごした。普仏戦争が勃発すると、カール2世はジュネーヴに移住し、1873年に同地で亡くなった。彼はジュネーヴ市に相当な額の財産を遺贈した。生涯独身で通したが、若い頃イギリス人の妾との間に非嫡出の娘エリザベート・ヴィレルミーヌ・ド・シヴリーが生まれている。カール2世はチェスの名手で、1858年にアメリカ人のチェス王者ポール・モーフィーと対戦して負けている。この時の勝負は「オペラ・ゲーム」と呼ばれ、チェスの歴史において非常に有名である。